# Tom Hulce
Thomas Edward Hulce, mais conhecido como Tom Hulce (Detroit, 6 de dezembro de 1953) é um ator estadunidense que ganhou fama no filme Amadeus, de Milos Forman. Com sua interpretação do compositor erudito austríaco, Wolfgang Amadeus Mozart, recebeu uma indicação ao Oscar de melhor ator em 1984 e obteve o David.
Tom participou também em filmes como Mary Shelley's Frankenstein (1994), fez a voz de Quasímodo em O Corcunda de Notre-Dame (1996) e a comédia Mais Estranho que a Ficção (2006). Recebeu um Emmy em 1996 por seu trabalho em The Heidi Chronicles.
Em 2008, Hulce se identificou como gay em uma entrevista ao Seattle Gay News. Na mesma entrevista, ele aproveitou a oportunidade para desmascarar um boato de que ele se casou com uma mulher (supostamente uma artista italiana chamada Cecilia Ermini) e teve uma filha chamada Anya com ela: "Essa informação — ter uma esposa e um filho — é falsa. No mundo da Internet, há muitas falsidades. Qualquer um pode escrever coisas na Wikipédia e não precisa ser verdade. Estou confortável entre as listas [de atores abertamente gays], embora eu tenha parado de atuar há cerca de 10 anos."